# Krusty Gets Kancelled
Krusty Gets Kancelled, titulado Krusty es kancelado en España y El drama de Krusty en Hispanoamérica, es el vigesimosegundo y último capítulo de la cuarta temporada de la serie de animación Los Simpson, estrenado originalmente el 13 de mayo de 1993. En este episodio, a Springfield llega un nuevo programa de televisión protagonizado por un muñeco llamado Gabbo, y que compite en audiencia con el de Krusty el payaso. La competencia hace que la audiencia de Krusty se desplome y su programa es cancelado. Bart y Lisa deciden ayudarle a recuperar el éxito, organizando un programa especial de regreso repleto de celebridades invitadas.
El episodio fue escrito por John Swartzwelder y dirigido por David Silverman. Tras el éxito de «Homer at the Bat», de la tercera temporada, los guionistas se propusieron hacer episodio similar con muchas estrellas invitadas, pero con celebridades en lugar de jugadores de béisbol. El episodio resultó bastante difícil, ya que muchos de los actores invitados a participar rechazaron la invitación en el último momento, y la parte del especial de regreso estuvo a punto de eliminarse. Johnny Carson, Hugh Hefner, Bette Midler, Luke Perry y los Red Hot Chili Peppers (Flea, Anthony Kiedis, Arik Marshall y Chad Smith) aparecen como estrellas invitadas interpretándose a sí mismos en el especial de Krusty. Elizabeth Taylor y Barry White, quienes ya aparecieron como estrellas invitadas en episodios anteriores de esta temporada, hacen cameos.

## Sinopsis
Después de una misteriosa campaña de marketing viral, a Springfield llega un nuevo programa de televisión protagonizado por el ventrílocuo Arthur Crandall y su muñeco Gabbo. El programa se emite a la misma hora que el de Krusty el payaso, haciéndole competencia. Al principio, Krusty no se preocupa por Gabbo y decide hacerle frente, pero pronto es superado por su gran éxito y sus excelentes críticas. Krusty intenta usar también un muñeco de ventrílocuo en su programa, pero acaba asustando a los niños del público al romper el muñeco. Para colmo, los dibujos de Itchy & Scratchy son trasladados al programa de Gabbo. Krusty intenta sustituirlos con un cortometraje de animación soviética de mala calidad, lo que hace que la audiencia de su programa se hunda hasta que acaba siendo cancelado.
Sin trabajo y sin dinero, Krusty se deprime y pierde la motivación para hacer nada. Bart y Lisa deciden ayudarle a recuperar su carrera, y Bart se cuela en el estudio donde se graba el programa de Gabbo. Allí conecta una cámara que graba a Gabbo insultando a sus espectadores, esperando dañar su reputación. Sin embargo, esto fracasa cuando Kent Brockman repite el mismo insulto al final de su programa de noticias y es despedido. La noticia del despido de Brockman se difunde más que los insultos de Gabbo, y su reputación se mantiene estable.
Bart y Lisa visitan a Krusty en su casa y ven fotografías suyas con varias celebridades. Entonces le sugieren que presente un programa especial de regreso en vivo y contactan con varios de los amigos famosos de Krusty para que participen en el especial: Johnny Carson, Hugh Hefner, los Red Hot Chili Peppers, Bette Midler, Luke Perry, (en Hispanoamérica Robert Redford, medio hermano de Krusty) y Elizabeth Taylor, cuyo agente rechaza la oferta de Bart y Lisa. La actriz está de acuerdo con la decisión, pero más tarde se arrepiente.
Bart y Lisa van a ver a Krusty para comunicarle sus avances, pero le encuentran en un estado deplorable, al haberse vuelto obeso después de seguir una dieta a base de batidos de chocolate, que él creía que eran dietéticos. Krusty se aloja temporalmente en casa de los Simpson, donde Homer le ayuda a volver a su peso normal.
Finalmente, el programa especial de Krusty es un gran éxito y le convierte de nuevo en una estrella de la televisión. En la taberna de Moe se celebra una fiesta por el éxito del programa y Bart hace un brindis «por Krusty, el mejor artista del mundo, después de ese», refiriéndose a Carson, que toca el acordeón mientras baila claqué y sostiene sobre su cabeza una tabla en la que el Abuelo y Jasper están sentados.

## Producción

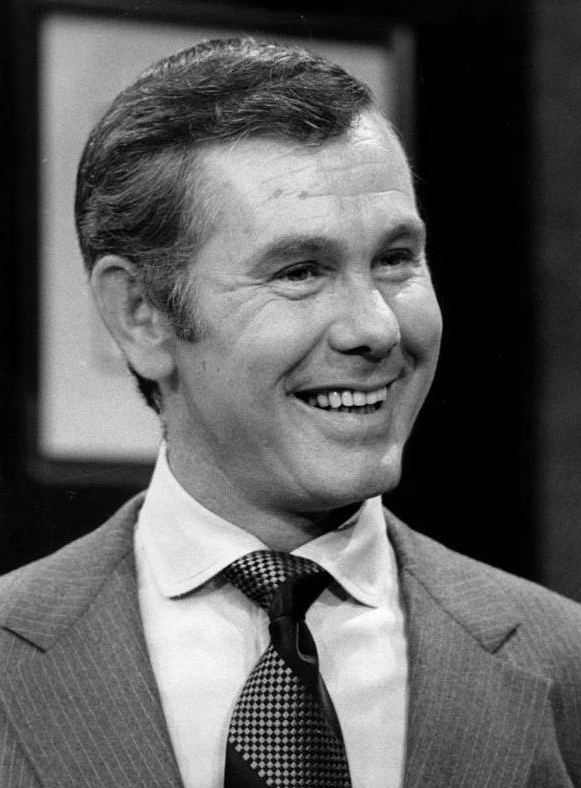
A Johnny Carson (aquí en una imagen de 1970) no le gustó su papel en el guion original, que le mostraba como un caradura, por lo que los guionistas decidieron hacerle extremadamente versátil.

El episodio fue escrito por John Swartzwelder y dirigido por David Silverman. La idea de que el programa de Krusty se cancelara fue propuesta por Swartzwelder. Los demás guionistas pensaron que sería una oportunidad para incluir a varias estrellas invitadas famosas. Habían hecho un episodio similar en la temporada anterior, «Homer at the Bat», en el que intervinieron nueve jugadores de las Grandes Ligas de Béisbol, y esperaban repetir su éxito. En ese momento, los guionistas contaban con una lista de celebridades que habían querido aparecer como invitados en la serie y decidieron usar a varios de ellos en este episodio. Sin embargo, la producción fue descrita por el productor ejecutivo Mike Reiss como «una pesadilla» porque varios de los invitados se retiraron en el último momento y el guion tuvo que ser revisado varias veces. Uno de los objetivos del episodio era conseguir la participación de un expresidente de los Estados Unidos. Los guionistas escribieron papeles «muy respetuosos pero tiernos» para cada uno de los expresidentes vivos en aquel momento (Richard Nixon, Gerald Ford, Jimmy Carter y Ronald Reagan), pero todos lo rechazaron. Solo Reagan respondió, enviando una carta en la que declinaba amablemente la oferta.
Los diálogos de las estrellas invitadas se grabaron durante un período de varios meses. Uno de los objetivos de los guionistas era que hubiera una actuación musical, pero varios cantantes, incluidos The Rolling Stones y Wynonna Judd, rechazaron la oferta (aunque Keith Richards y Mick Jagger, miembros de The Rolling Stones, aparecieron más tarde en el episodio «How I Spent My Strummer Vacation», de la decimocuarta temporada). Los Red Hot Chili Peppers finalmente aceptaron y fueron dirigidos por George Meyer, quien les dijo que improvisaran la mayor parte de sus diálogos. La participación de las celebridades en el episodio casi se canceló porque los productores no conseguían un compromiso formal antes de la fecha límite de grabación. Johnny Carson aparece en el episodio, y fue una de las pocas apariciones en televisión que hizo después de retirarse como presentador de The Tonight Show en mayo de 1992. Grabó sus diálogos la noche de la 44.ª edición de los Premios Primetime Emmy, después de la ceremonia. En el papel escrito para Carson en el guion original, este visitaba la casa de los Simpson y se aprovechaba de ellos. Carson consideró que este papel era demasiado degradante, así que los guionistas optaron por lo contrario y le hicieron aparecer extremadamente talentoso y versátil. La condición de Bette Midler para participar como estrella invitada fue que la serie promocionara su campaña de recogida de residuos. Elizabeth Taylor grabó su intervención en este episodio y su papel como Maggie en «Lisa's First Word» el mismo día. Luke Perry fue uno de los primeros actores invitados en aceptar su papel.
El cortometraje Worker and Parasite (Proletario y Parásito en España, Trabajador y Parásito en Hispanoamérica), que Krusty emite en su programa en sustitución de Itchy & Scratchy, hace referencia a la animación soviética y a la propaganda que ensalzaba a la clase obrera frente a quienes eran considerados una carga para la sociedad. Para producir la animación, Silverman xerografió varios dibujos e hizo que se viera muy entrecortada. La escena donde Krusty canta «Send In the Clowns» fue muy complicada para los animadores, porque implicaba dos tomas de la misma escena desde diferentes ángulos. Varias partes de la escena fueron animadas por Brad Bird.
Este episodio también es conocido por ser el único de la serie en el que Marge no tiene ninguna línea de diálogo. Esto se debe a que su actriz de voz, Julie Kavner, decidió no participar en el episodio después de que ella y Harry Shearer protestaran por el uso excesivo de estrellas invitadas. También es el primer episodio donde un miembro de la familia Simpson, además de Maggie, no habla.